# 巴山木竹
巴山木竹（学名：Bashania fargesii）为禾本科巴山木竹属下的一个种。

## 扩展阅读
- 維基物種上的相關：巴山木竹